# Staraïa Derevnia (métro de Saint-Pétersbourg)
Pour les articles homonymes, voir Staraïa Derevnia.
Staraïa Derevnia (en russe : Ста́рая Дере́вня) est une station de la ligne 5 du Métro de Saint-Pétersbourg. Elle est située dans le raïon Primorski, à Saint-Pétersbourg en Russie.
Mise en service en 1999, elle est transférée à la ligne 5 en 2009, elle est depuis desservie par les rames circulants sur cette ligne. Elle est en correspondance avec la gare de Staraïa Derevnia.

## Situation sur le réseau

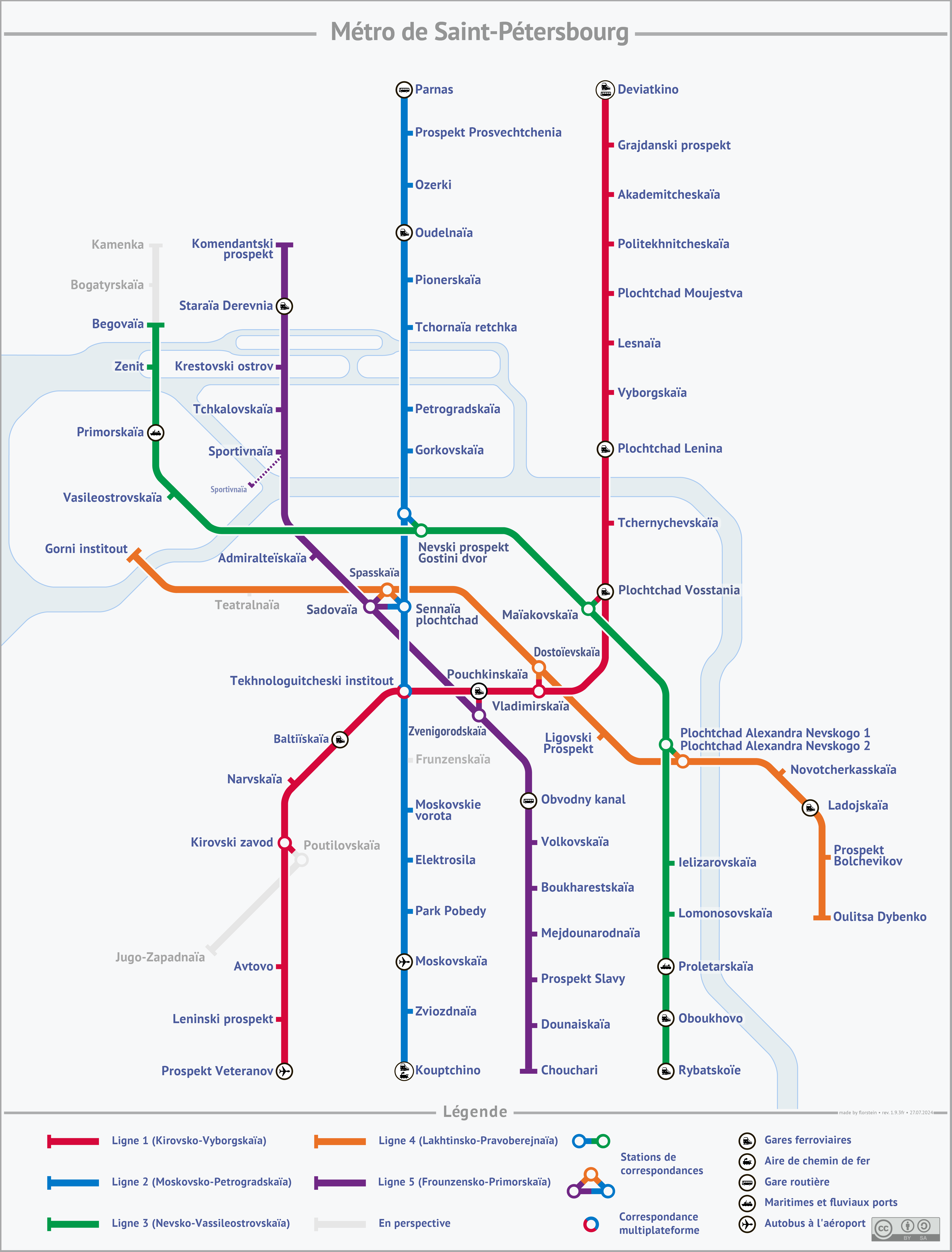
Plan du métro.

Établie en souterrain, à 61 mètres de profondeur, Staraïa Derevnia est une station de passage de la ligne 5, du métro de Saint-Pétersbourg. Elle est située entre la station Komendantski prospekt, terminus nord, et la station Krestovski ostrov, en direction du terminus sud Chouchary.
La station dispose d'un quai central encadré par les deux voies de la ligne. 

## Histoire
La station Staraïa Derevnia est mise en service le 14 janvier 1999, lors de l'ouverture à l'exploitation du prolongement de Tchkalovskaïa à Staraïa Derevnia sur la ligne 4.
Elle est intégrée à la ligne 5 le 7 mars 2005, lors du transfert de la section de Sadovaïa  à Komendantski prospekt pour la création de cette ligne.

## Services aux voyageurs

### Accès et accueil
Elle dispose, en surface, d'un pavillon d'accès avec un hall en relation avec le nord du quai par un tunnel en pente, équipé de quatre escaliers mécaniques.

### Desserte
Staraïa Derevnia est desservie par les rames de la ligne 5 du métro de Saint-Pétersbourg.

Installations et desserte
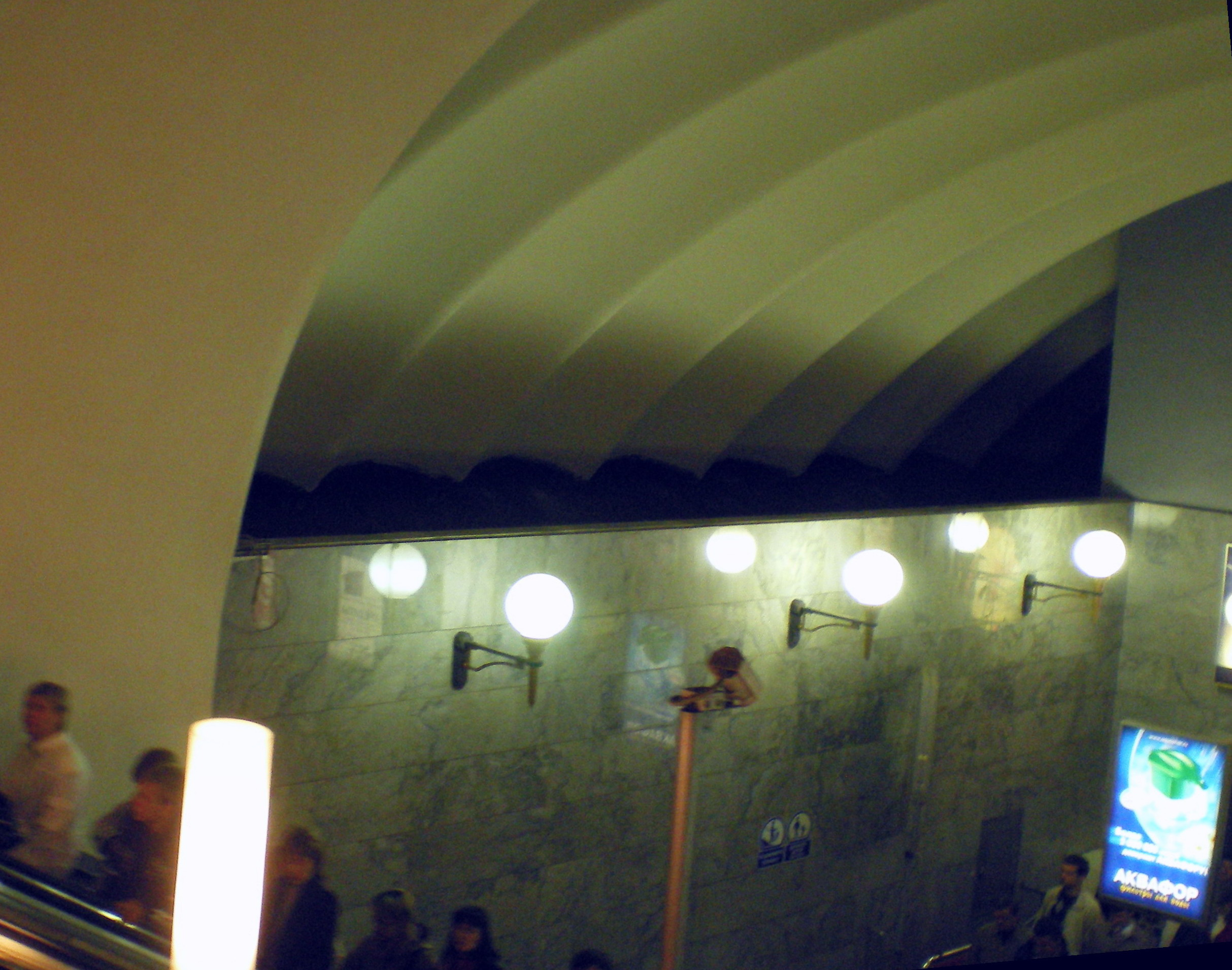
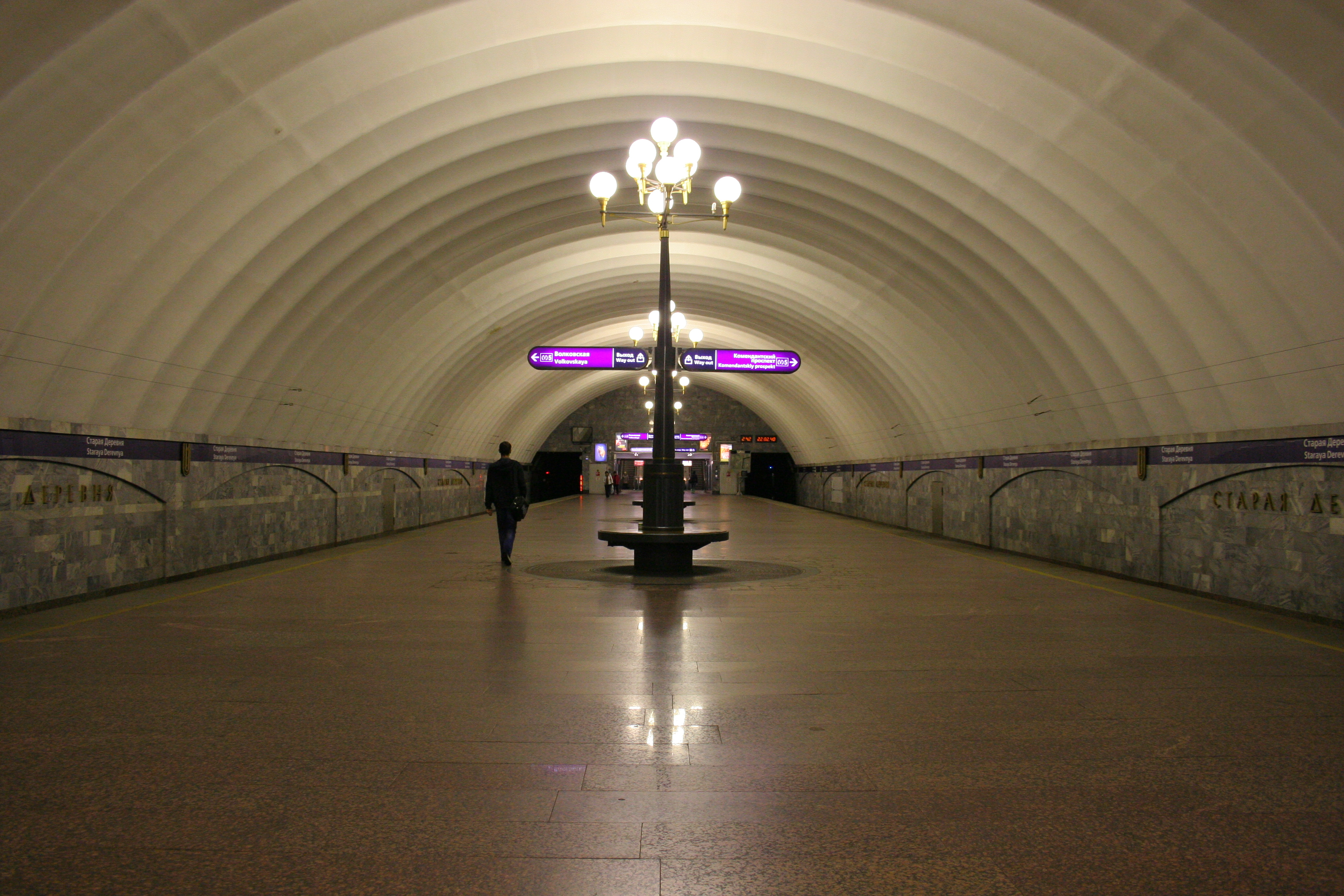
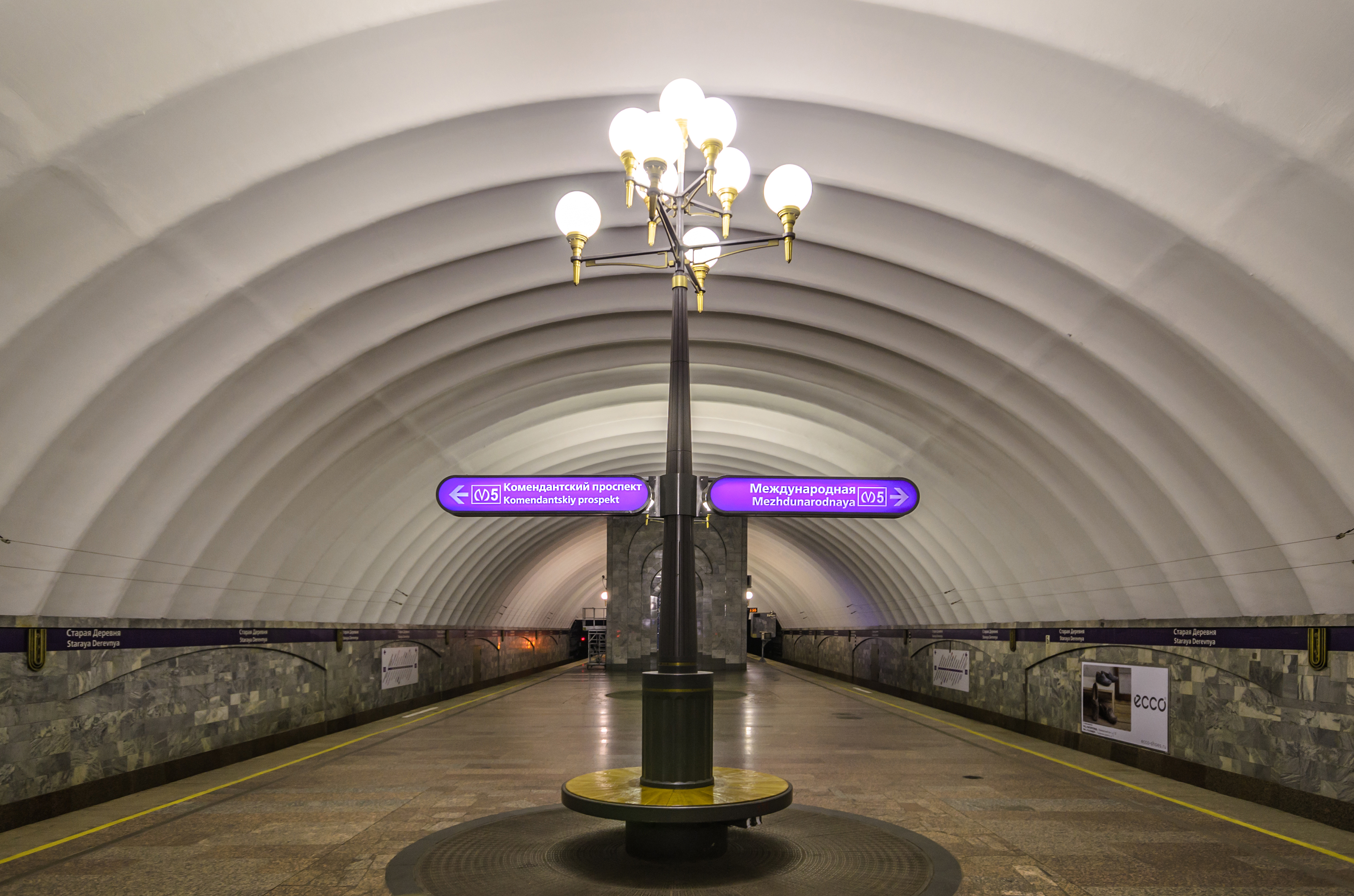

### Intermodalité
Elle est en correspondance avec la gare de Staraïa Derevnia desservie par le réseau des trains de banlieue, au départ ou à destination de la gare de Finlande.
À proximité : une station du tramway de Saint-Pétersbourg est desservie par les lignes 18 et 19 ; un arrêt des trolleybus de Saint-Pétersbourg est desservi par les lignes 23, 25 et 40 ; et des arrêts de bus sont desservis par de nombreuses lignes.